# 皇姑屯站
皇姑屯站是一个位于京哈铁路上的铁路车站，位于辽宁省沈阳市皇姑區。建於1907年，原为一等站，现已撤销。

## 名称由来
1、以「皇姑坟」得名，为「芳古之坟」，芳古，又作芬古、費揚古、費揚武，滿清名將，属镶蓝旗，是努尔哈赤之弟庄亲王舒尔哈齐的第八子，其坟称「芳古坟」。时间一久，便误传为皇姑坟。
2、努爾哈赤的使女「黃桂」埋葬於此，當地人稱之為「黃桂窩鋪」，逐漸演變為叫「皇姑屯」。
3、努爾哈赤的義女「桂花」埋葬於此，順治年間遷葬，以桂花為當今皇上之義姑母，演變為「皇姑屯」。

## 历史

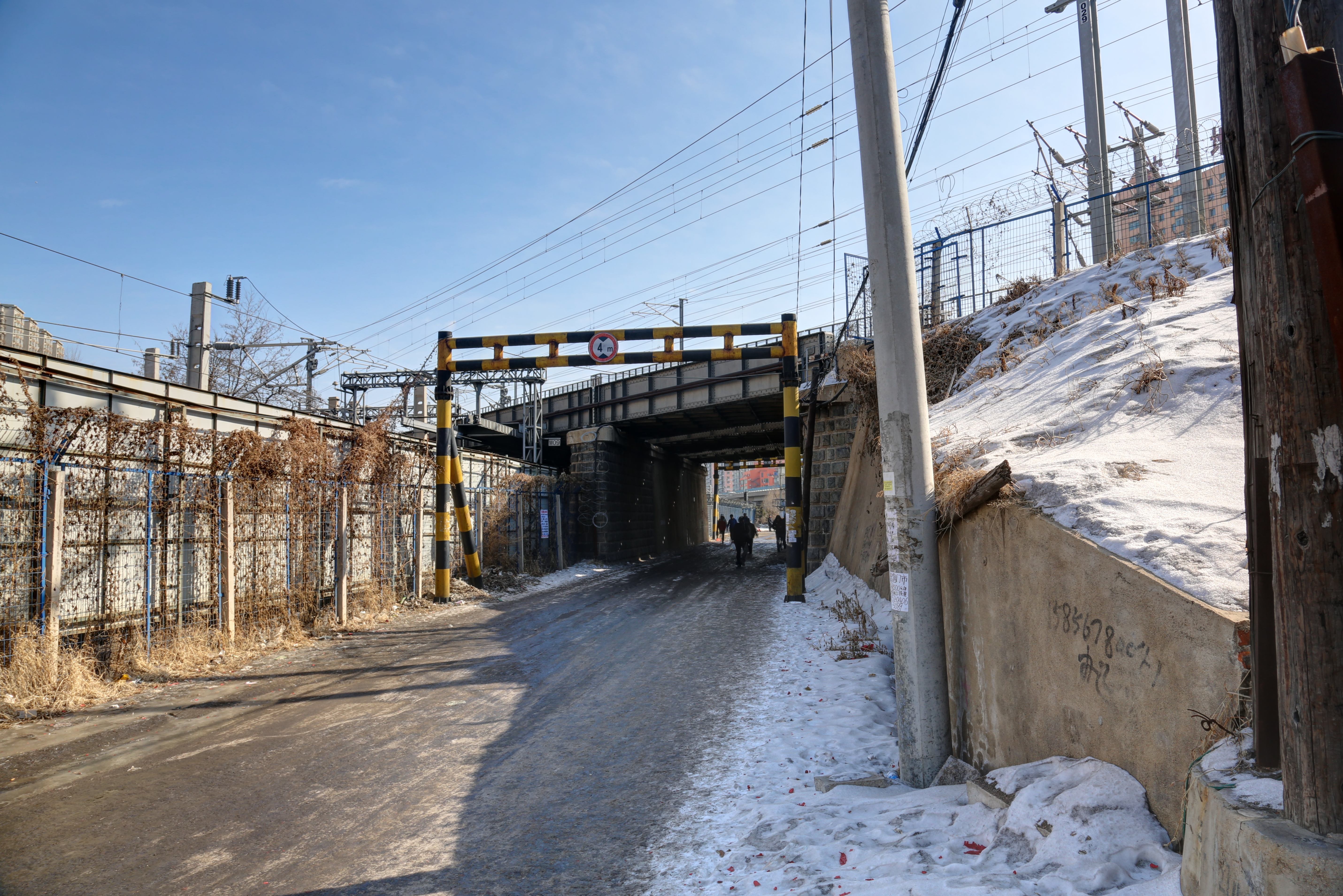
三洞桥现况

皇姑屯站原为规划关内外铁路车站。1904年2月日俄战争爆发后，日本修建皇姑屯至新民的窄轨军用铁路，是为（新奉线）。1907年清政府赎回新奉线，并将其改建为准轨并和关内外铁路接轨。为避免和南满铁路产权产生纠纷，铁路并未修建至沈阳城，而是终止于沈阳城外的皇姑屯。1907年6月29日关内外铁路全线通车，称京奉铁路。本站为京奉铁路的终点站，名为奉天城站:99,166。
1911年9月2日，中日间达成《关于京奉铁路延长协约》。协约规定京奉线从皇姑屯横越南满铁路线延长至奉天城根。由中国京奉铁路总局向满铁提供2.4万日元，延伸线路至奉天城（现沈皇联络线）、并修建立交桥（三洞桥）下穿南满铁路。1912年1月1日皇姑屯站至小西门边间延长线建成开通，京奉铁路终点站延伸至辽宁总站，同时车站更名为皇姑屯站:166。
1928年6月4日5点30分，中华民国陆海军大元帅（時任北洋政府國家元首）张作霖乘坐的专列经过本站以东三洞桥时，被预埋的炸药炸毁，张作霖被炸成重伤，送回沈阳后，于当日死去，是为皇姑屯事件。
1938年满铁扩建奉天站时修建经由揽军屯的奉山南回归线，本站经过路线更名为沈山北道:168,287:98。
皇姑屯站曾为沈阳铁路枢纽的编组站之一，并设有皇姑屯机务段和皇姑屯车辆段。1958年车站修建驼峰。至1990年代末车站设有5条到发线和12条调车线:369，另设有机务段、车辆段、货场，并接有通往车辆厂、材料厂的专用线。
2002年通车的秦沈客运专线通过皇姑屯站引入沈阳北站，车站拆除编组场，新建设有4条整备库的动车整备基地和4条到发线。
2012年，皇姑屯站中间旅客站台被拆除，旅客乘降业务停办。
2017年，因应京沈客运专线接入沈阳枢纽工程需要，皇姑屯站综合楼候车室被拆除。2018年10月30日，皇姑屯站内道岔设备被拆除；同年11月27日，皇姑屯站信号机被拆除，信号楼停止供电。本站至沈阳站的沈皇客专联络线也成为京沈客专的一部分。
2020年7月27日，车站停办售票业务。

## 车站结构

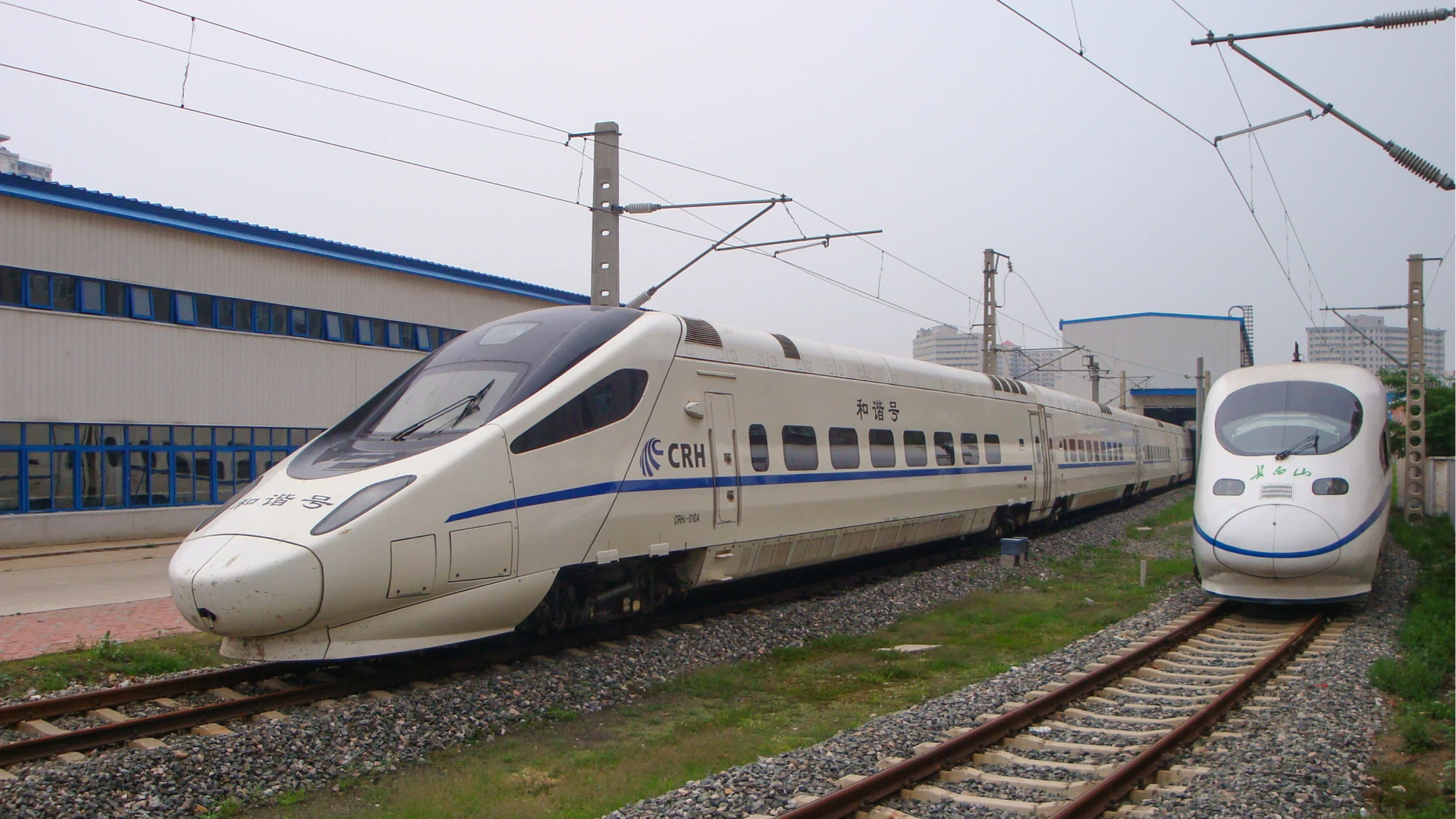
長白山號電力動車組和和谐号CRH5型电力动车组在皇姑屯动车整备库（2009年）

| 北↑ | 原站房 |                                                 |  |
|     |        | ←（大成）0 沈山北道（沈阳北普速场）→            |  |
|     |        | 0 （后丁香西线路所）京哈铁路（沈阳北高速场）→   |  |
|     |        | ←（后丁香西线路所）京哈铁路（沈阳北高速场）     |  |
|     |        | 0 （后丁香东线路所）京沈客运专线（沈阳高速场）→ |  |
|     |        | ←（后丁香东线路所）京沈客运专线（沈阳高速场）   |  |
|     |        | ←（大成）0 沈于线0 （沈阳普速场）→              |  |
| 南↓ |        | 皇姑屯动车整备库、原货场                        |  |